# Маріо Капеккі
Ма́ріо Капе́ккі (англ. Mario Capecchi; нар. 6 жовтня 1937) — народжений в Італії американський молекулярний генетик, найбільш відомий за розробку методу нокаута генів ссавців та створення нокаутної миші. У 2007 році за цю роботу він став одним з отримувачів Нобелівської премії з фізіології і медицини. Зараз він професор генетики людини і біології на медичному факультеті Університету Юти, до якого він приєднався в 1973 році.